# 衡阳市档案馆
衡阳市档案馆位于华新开发区延安路10号，同时也是衡阳市档案局的办公场所，是衡阳市的爱国主义教育基地。

## 历史
衡阳市档案馆新大楼总面积为5000平方米，2003年竣工，2004年老档案馆搬迁入新馆，继续开展工作。
2010年，衡阳市档案馆被公布为衡阳市第一批爱国主义教育基地。

## 馆藏
衡阳市档案馆共289个全宗，30万余卷，资料2万余册的档案，从明清时期、民国时期至今的衡阳地区档案，内容涵盖明清地方史志、各类契约、党政机关、团体的历史文书、照片档案等。还接受社会人士所捐赠的书画作品、历史文献、记录光碟等珍贵档案。
2006年以前，衡阳市档案馆共征集征集各种资料2236册，照片186张，领导、名人亲笔题词 10幅，国内知名书法家、名人墨宝 34 幅，家谱族谱 50余本，各式印章300余枚。